# Ivindo
Ivindo es un departamento de la provincia de Ogooué-Ivindo en Gabón. En octubre de 2013 presentaba una población censada de 31 073 habitantes. Su chef-lieu es Makokou, que también es el centro administrativo de la provincia.
Se encuentra ubicado en el noreste del país, sobre la cuenca hidrográfica del río Ivindo —el principal afluente del río Ogooué—, y su territorio es fronterizo con la República del Congo. Aquí se encuentra el parque nacional de Ivindo con las famosas cataratas de Kongou.

## Subdivisiones
Contiene siete subdivisiones de tercer nivel (población en 2013):
- Distrito de Makokou 1 (13 517 habitantes)
- Distrito de Makokou 2 (7136 habitantes)
- Cantón de Aboye (1839 habitantes)
- Cantón de Liboumba (1708 habitantes)
- Cantón de Mouniandzi (2576 habitantes)
- Cantón de Ntang-Louli (1493 habitantes)
- Cantón de Ivindo (2804 habitantes)

Los distritos de Makokou 1 y Makokou 2 son subdivisiones de la ciudad de Makokou, que forma una comunidad urbana con una población total de 20 653 habitantes.